# Snöras

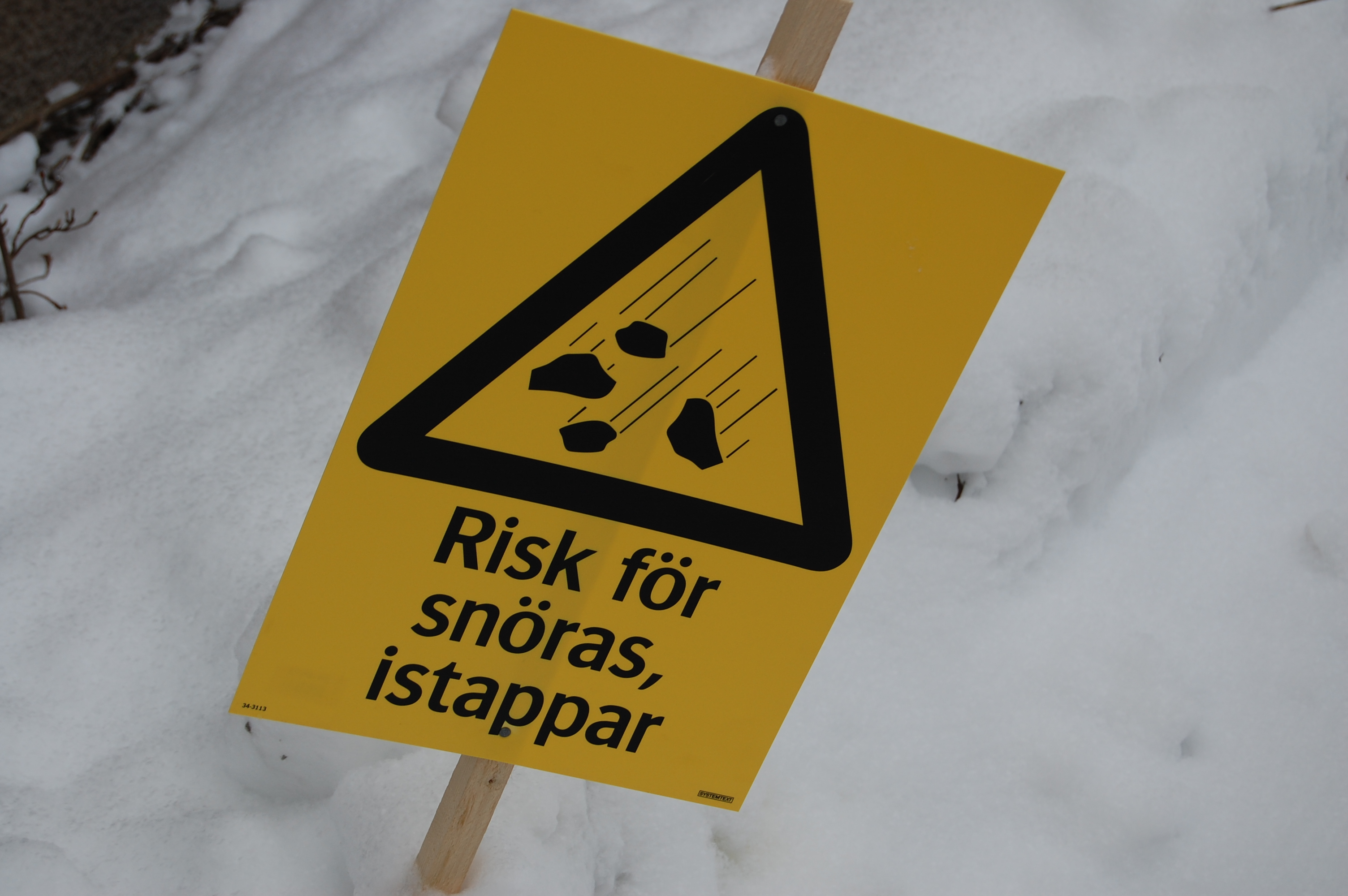
Risk för snöras, istappar

Snöras uppstår när snö lagt sig på lutande ytor som till exempel utomhustak, och tyngden av snön överstiger friktionskraften mellan snön och underlaget med konsekvens att snön faller ner.